# Jorge Luiz Pereira
Jorge Luiz Brochado Pereira (Barra Mansa-RJ, 14 de março de 1958 - Barra Mansa-RJ, 15 de julho de 2024), mais conhecido como Jorge Luiz Pereira, foi um futebolista brasileiro que atuava como volante.
Ele era irmão do também futebolista Edgar, com quem atuou junto no Esporte Clube Pinheiros, do Paraná, em 1986.
Jorge faleceu aos 66 anos, após sofrer um infarto fulminante em sua casa.

## Carreira no futebol
Jorge Luiz começou no futebol nas categorias de base do Barra Mansa. Em 1972, ainda na base, realizou testes no Flamengo, sendo aprovado, onde continuaria até se profissionalizar, aos 17 anos.
Com o rubro-negro carioca, fez parte do elenco que conquistou a Taça Guanabara de 1978.
Em 1979, foi emprestado para o Cruzeiro, onde se destacou e despertou interesse do Al Nassr, da Arábia Saudita, que o contratou. Pela equipe saudita, conquistou o título nacional em 1980, encerrando um longo período sem títulos da agremiação.
Também defendeu as cores do Joinville (com o qual foi campeão catarinense), Guarani, Athletico–PR (com o qual foi bicampeão estadual e semifinalista do Campeonato Brasileiro, em 1983), Portuguesa e Londrina.
Antes de se aposentar, em 1987, chegou a atuar por quatro anos na liga semiprofissional dos Estados Unidos.

## Seleção Brasileira

### Sub-20
Jorge Luiz foi capitão e vice-campeão do Sul-Americano Sub-20 em 1977, com a Seleção Brasileira, comandada por Evaristo de Macedo.
A campanha no sul-americano credenciou a equipe canarinho a disputar o Mundial Sub-20 realizado naquele mesmo ano na Tunísia. Nesse mundial, ele também foi capitão e ajudou a equipe a terminar o certame na terceira posição. Nesse torneio, ele marcou um gol, nas semi-finais contra o México.

## Carreira após se aposentar dos gramados
Após pendurar as chuteiras, ele cursou Educação Física e trabalhou como treinador nas categorias de base do Barra Mansa e do Voltaço.

## Títulos
Flamengo
- Taça Guanabara: 1978

Al Nassr
- Campeonato Saudita: 1980

Joinville
- Campeonato Catarinense: 1981[3]

Club Athletico Paranaense
- Campeonato Paranaense: 1982[2], 1983[2].